# 에디스 맥과이어

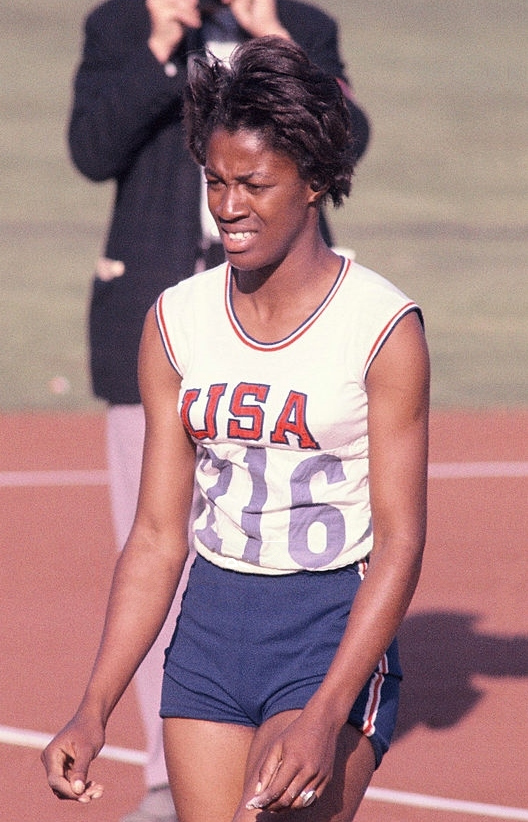

에디스 맥과이어 듀벌(Edith McGuire Duvall, 1944년 6월 3일 ~ )은 전 미국의 단거리달리기 선수이다.
조지아주 애틀랜타에서 태어난 맥과이어는 테네시 주립 대학교를 위하여 육상 선수로 활약하였다. 1960년대에 테네시 주립 대학교는 3명의 올림픽 챔피언 윌머 루돌프, 와이오미아 타이어스와 맥과이어를 포함한 가장 성공적 여성 단거리달리기 팀 "타이거벨스"를 가지고 있었다.
자신의 달리기 경력이 짧았어도 그녀는 3개의 다른 종목들에서 6회의 AAU 타이틀을 우승하였다. 그녀의 전문적 종목은 200m/220 야드로 6개의 국내 타이틀 중에 4개를 우승하였다. 1964년 맥과이어는 자신의 호의적 종목에서 패한 적이 없고 하계 올림픽에서 200m 금메달을 위한 주요 경쟁자로 도쿄로 떠난다.
올림픽에서 그녀는 처음에 100m에 나갔으며, 동료 선수 타이어스에게 패하였다. 그러나 200m 결승전에서 금메달을 따는 데 폴란드의 이레나 키르셴스타인을 꺾었다. 그녀는 폴란드 팀에 밀려 2위로 온 미국의 400m 릴레이 팀의 일원으로서 3번째 메달을 추가하였다.
1965년 육상 경력을 끝내고 교사가 되었다. 현재 그녀는 남편 찰스 듀벌과 함께 캘리포니아주 오클랜드에서 다수의 패스트푸드 식당을 소유하고 있다.